# Zimní prostor

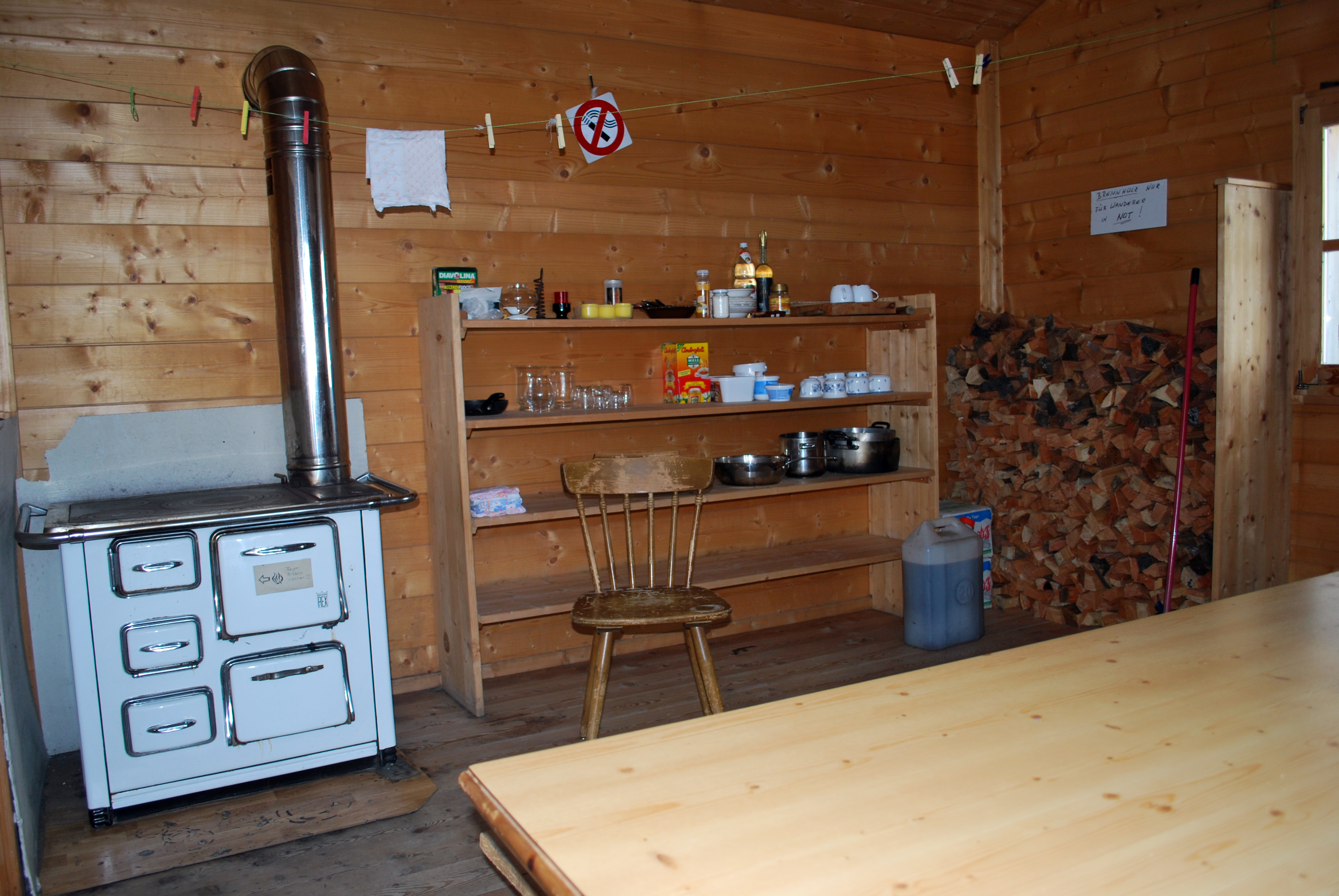
Zimní pokoj v Stettiner Hütte (2875 m n. m.), Ötztalské Alpy v Jižním Tyrolsku

Zimní prostor (z německého „Winterraum“) je část horské chaty veřejně přístupná během období, kdy chata samotná není otevřena a obhospodařována (obvykle zhruba od října do června).
Jedná se většinou o jednu místnost v chatě se samostatným vchodem, který není zamčen anebo má zámek na univerzální klíč. Někdy jde pouze o vstupní místnost chaty (zádveří), ale může se také jednat o několik místností s více ložnicemi nebo o samostatnou menší budovu v blízkosti chaty. Pokud je chata otevřená, zimní prostory jsou většinou uzamčeny, ale využívají se jako rezerva nebo po dohodě s chatařem pro skupiny, které si chtějí samy vařit. Zimní prostory jsou většinou vybaveny postelemi a dekami. Zpravidla zde také najdeme kamna na dřevo či plynový vařič, nádobí, stůl apod. Za noc se většinou platí malý obnos do pokladničky, která je zde umístěna. Chaty horských alpských spolků, jako je například rakouský Alpenverein, zpravidla zimními prostory disponují.